# Vanavara (Russie)
Vanavara (en russe : Ванавара) est une localité rurale (selo) du district d'Evenkiïski (en) du kraï de Krasnoïarsk, en Russie, située sur la rivière Toungouska Pierreuse à l'embouchure de la rivière locale Vanavarki.
Vanavara est connu pour être l'endroit peuplé le plus proche du site de l'événement de la Toungouska qui s'est produit en 1908.

## Histoire
La localité telle qu'elle existe aujourd'hui a été fondée en 1932 comme base pour les éleveurs, les chasseurs et les pêcheurs, ainsi que comme emplacement pour une station météorologique.

## Population
La population de Vanavara était de 3 153 habitants au recensement de 2010.

## Transport
La localité est desservie par l'aéroport de Vanavara.